# Ilomilo
Ilomilo è un singolo della cantante statunitense Billie Eilish, pubblicato il 10 aprile 2020 come ottavo estratto dal primo album in studio When We All Fall Asleep, Where Do We Go?.

## Formazione
- Billie Eilish – voce
- Finneas – produzione
- Rob Kinelski – missaggio
- Casey Cuayo – assistenza al missaggio
- John Greenham – mastering

## Classifiche

### Classifiche settimanali
| Classifica (2019-21) | Posizione massima |
| -------------------- | ----------------- |
| Australia            | 23                |
| Canada               | 38                |
| Estonia              | 13                |
| Germania             | 98                |
| Grecia               | 25                |
| Islanda              | 39                |
| Italia               | 94                |
| Lettonia             | 15                |
| Lituania             | 13                |
| Paesi Bassi          | 63                |
| Repubblica Ceca      | 32                |
| Russia               | 7                 |
| Slovacchia           | 19                |
| Stati Uniti          | 62                |
| Svezia               | 63                |
| Ucraina              | 12                |
| Ungheria             | 24                |

### Classifiche di fine anno
| Classifica (2020) | Posizione |
| ----------------- | --------- |
| Russia            | 49        |
| Classifica (2021) | Posizione |
| Ucraina           | 20        |

## Date di pubblicazione
| Paese                 | Data di pubblicazione | Formato |
| --------------------- | --------------------- | ------- |
| Italia                | 10 aprile 2020        | Airplay |
| Stati Uniti d'America | 26 maggio 2020        | Airplay |